# Idaea perversata
Idaea perversata är en fjärilsart som beskrevs av Max Joseph Bastelberger 1908. Idaea perversata ingår i släktet Idaea och familjen mätare. Inga underarter finns listade i Catalogue of Life.